# Malafretaz

Malafretaz este o comună în departamentul Ain din estul Franței.